# Вацлав Орліковський
Ва́цлав Орліко́вський (ім'я при народженні — Григо́рій Подлє́сний; 8 листопада 1921, Харків — 25 червня 1995, Базель) — українсько-швейцарський балетмейстер.

## Життєпис

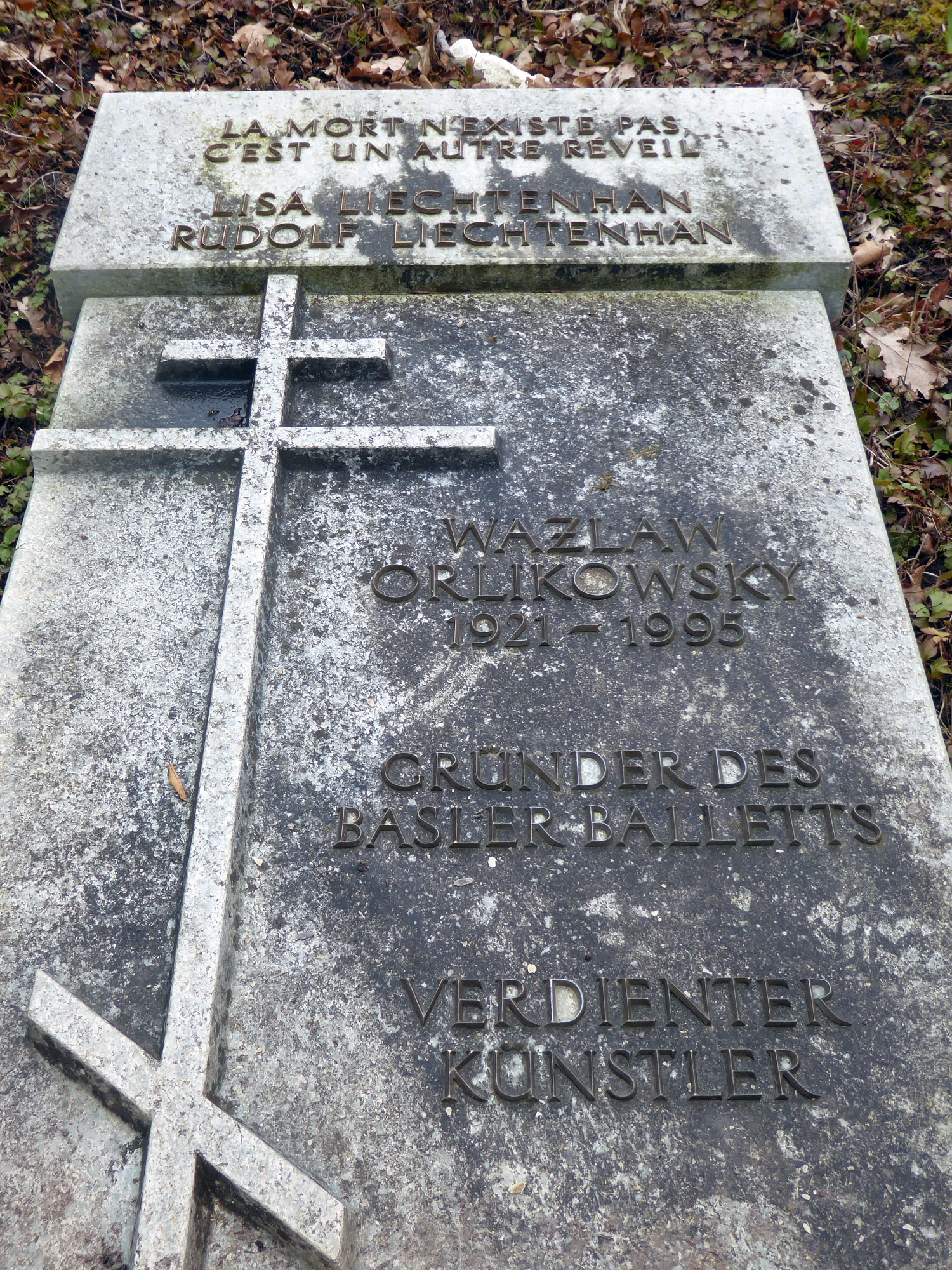
Могила на цвинтарі біля Гьорнлі

Орліковський був сином Аполлінарія Подлєсного та Марії, уродженої Цибіної. Він отримав балетну освіту у Віктора Сулими та Володимира Преображенського. З 1939 по 1945 рік був танцюристом у Харкові, Тбілісі та Львові, а з 1952 по 1955 рік — балетмейстером в Обергаузені. У 1955 році він першим у Німеччині поставив повну версію Лебедине озеро і популяризував традиційний та сучасний російський сюжетний балет.

### У Базелі
У 1955 році Орліковський обійняв посаду балетмейстера в Базелі та звільнив усіх танцюристів, оскільки вони не відповідали його вимогам. З новою трупою він досяг великих успіхів по всій Швейцарії зі своїми постановками, що базувалися на традиціях класичного танцю. У 1960 році він здобув тріумф на Берлінському фестивалі. Базельський балет завдяки йому став всесвітньо відомим. Самостійна класична інтерпретація ключових творів XX століття та їхні вистави увійшли в історію як «Базельське балетне диво». Лебедине озеро в Базелі лише за перший сезон було показано 51 раз. Орліковський був не лише досвідченим хореографом, але й видатним театральним діячем та сценічним чарівником, який у Базелі ставив також опери та оперети.
Орліковський знайшов свій останній спочинок на цвинтарі біля Гьорнлі.

### Інші місця роботи
З 1966 по 1971 рік він працював у Віденській державній опері, а з 1975 по 1990 рік — у Граці. Крім того, він працював як запрошений хореограф на міжнародному рівні.

### Вибрані балетні постановки
- Лебедине озеро, музика Петра Ілліча Чайковського
- Жізель, музика Адольфа Адама
- Спляча красуня, музика Петра Ілліча Чайковського
- Лускунчик, музика Петра Ілліча Чайковського
- Дафніс і Хлоя, музика Жозефа-Моріса Равеля
- Вальс, музика Жозефа-Моріса Равеля
- Жар-птиця, музика Ігоря Федоровича Стравінського
- Петрушка, музика Ігоря Федоровича Стравінського
- Дивовижний мандарин, музика Бели Бартока
- Амфіон, музика Артура Онеґґера
- Ромео і Джульєтта, музика Сергія Сергійовича Прокоф'єва
- Попелюшка, музика Сергія Сергійовича Прокоф'єва
- Кам'яна квітка, музика Сергія Сергійовича Прокоф'єва
- Принц пагод, музика Бенджаміна Бріттена
- Бахчисарайський фонтан, музика Бориса Володимировича Асаф'єва
- Доріан Грей – сьогодні, музика Макса Ланга (світова прем'єра)
- П'ять поверхів, музика Анрі Соге (світова прем'єра)
- Пер Гюнт, музика Едварда Гріга (світова прем'єра)

## Твори
- Das klassische Ballet – mein Leben. (Класичний балет — моє життя) 1998 (з каталогом творів)